# Выборы в Законодательное собрание Санкт-Петербурга (2021)
Выборы депутатов Законодательного собрания Санкт-Петербурга седьмого созыва в городе прошли 17—19 сентября 2021 года в единый день голосования одновременно с выборами в государственную Думу VIII созыва.
Выборы прошли смешанной избирательной системе: 25 депутатов избрались по партийным спискам (пропорциональная система) для которых установлен 5%-й барьер и 25 депутатов избрались по одномандатным округам (мажоритарная система), побеждает набравший большинство голосов. Срок полномочий — пять лет.
В выборах приняло участие 8 политических партий. Явка избирателей составила 35,52 %. Согласно результатам выборов пятипроцентный барьер преодолели 6 партий: «Единая Россия» — 33,29 %, КПРФ — 17,47 %, «Справедливая Россия — Патриоты — За правду» — 12,71 %, «Новые люди» — 10,05 %, «Яблоко» — 9,15 %, ЛДПР — 7,90 %. «Единая Россия» сохранила большинство, получив 29 мест. КПРФ получила 7 мест, «Справедливая Россия» — 4, по 3 места получили «Новые люди» и ЛДПР, у «Яблоко» 2 места, а также место получил 1 самовыдвиженец поддержанный «Единой Россией».
Ряд оппозиционных политиков не были допущены к выборам. По сравнению с предыдущими выборами увеличилось число и разнообразие причин, по которым оппозиционеров снимали с предвыборной гонки. На некоторых оппозиционеров, объявивших о желании баллотироваться, были заведены уголовные или административные дела.
На выборах было огромное количество нарушений и фальсификаций, которые носили тотальный, беспрецедентный характер. Глава Центризбиркома Элла Памфилова раскритиковала проведение выборов в петербургский парламент.
Некоторые журналисты изучив результаты трехдневного голосования нашли закономерности: чем больше на участках для голосования КОИБов, тем чаще комиссии используют переносные урны для надомного голосования, чем выше явка, тем больше голосуют за «партию власти» а массовая поддержка кандидата не всегда равна симпатии к его партии. Независимые наблюдатели на участке для голосования срабатывают надежнее КОИБов.

## Ключевые даты
- 16 июня 2021 года депутаты Законодательного собрания Санкт-Петербурга на заседании назначили выборы на 19 сентября 2021 года — единый день голосования (назначение даты происходит за 100—90 дней до дня голосования)[5][6]
- 22 июня СПбИК утвердил и опубликовал календарный план мероприятий по подготовке и проведению выборов[7].
- с 25 июня по 3 августа — период выдвижения кандидатов и сбора подписей избирателей в поддержку их выдвижения (30 дней после назначения выборов).
- до 18:00 3 августа — срок представления документов для регистрации кандидатов.
- с 21 августа по 17 сентября — период агитации в СМИ.
- 17, 18 и 19 сентября — дни голосования (с 08:00 до 20:00 по московскому времени).

## Избирательные округа

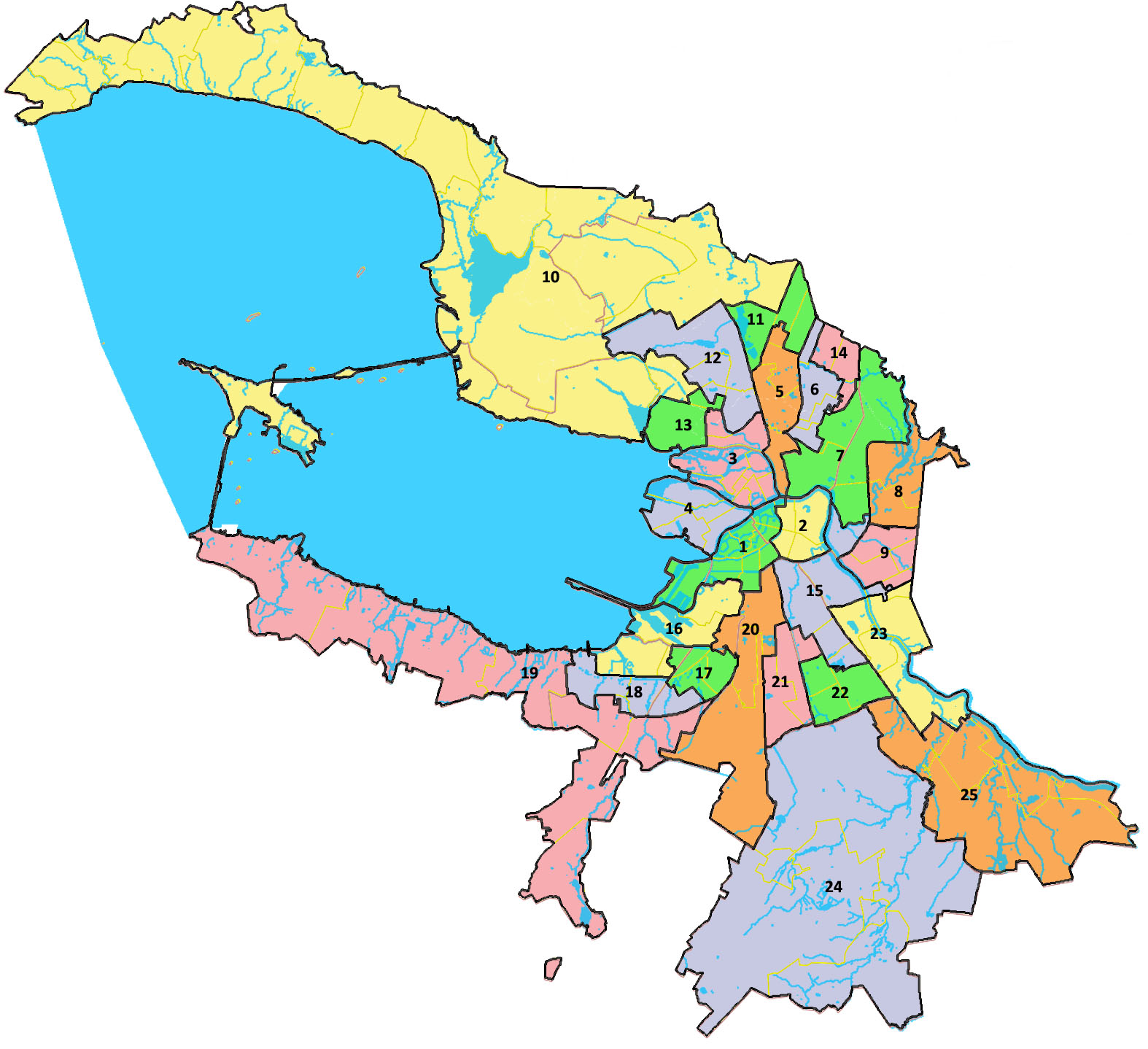
Схема избирательных округов

Санкт-Петербург разделён на 25 одномандатных округов.
| Одномандатные избирательные округа Санкт-Петербурга | Одномандатные избирательные округа Санкт-Петербурга | Одномандатные избирательные округа Санкт-Петербурга |
| ОИО                                                 | Районы и округа | Избир.                                              |
| --------------------------------------------------- | --- | --------------------------------------------------- |
| 01                                                  | Адмиралтейский: Адмиралтейский, Екатерингофский, Измайловское, Коломна, Семеновский, Сенной Центральный: № 78, Дворцовый, частично Литейный | 125 391                                             |
| 02                                                  | Центральный: Владимирский, Лиговка-Ямская, Смольнинское, частично Литейный | 137 436                                             |
| 03                                                  | Петроградский: Аптекарский остров, Введенский, Кронверкское, Петровский, Посадский, Чкаловское Приморский: Ланское, частично Озеро Долгое | 133 522                                             |
| 04                                                  | Василеостровский: № 7, Васильевский, Гавань, Морской, Остров Декабристов | 150 130                                             |
| 05                                                  | Выборгский: Сампсониевское, Светлановское, Сосновское, частично Сергиевское, | 159 796                                             |
| 06                                                  | Калининский: Академическое, Северный, частично Гражданка, частично Пискарёвка | 137 829                                             |
| 07                                                  | Калининский: Финляндский, частично Пискарёвка Красногвардейский: Большая Охта, Полюстрово | 169 316                                             |
| 08                                                  | Красногвардейский: Пороховые, Ржевка | 137 829                                             |
| 09                                                  | Невский: Невский, Оккервиль, Правобережный, частично № 54 | 172 827                                             |
| 10                                                  | Кронштадтский: Кронштадт Курортный: Сестрорецк, Зеленогорск, Белоостров, Комарово, Молодёжное, Песочный, Репино, Серово, Смолячково, Солнечное, Ушково Выборгский: Левашово, Парголово Приморский: Лисий Нос, Лахта-Ольгино, частично Юнтолово | 154 686                                             |
| 11                                                  | Выборгский: № 15, Шувалово-Озерки, частично Сергиевское | 145 655                                             |
| 12                                                  | Приморский: Коломяги, Комендантский аэродром, частично Озеро Долгое, частично Юнтолово | 162 001                                             |
| 13                                                  | Приморский: № 65, частично Озеро Долгое | 159 467                                             |
| 14                                                  | Калининский: № 12, Прометей, частично Гражданка | 136 702                                             |
| 15                                                  | Красногвардейский: Малая Охта Невский: Невская застава Фрунзенский: Волковское, № 72, частично Александровский | 159 957                                             |
| 16                                                  | Кировский: Нарвский, частично Автово Красносельский: Южно-Приморский, частично Юго-Запад | 159 109                                             |
| 17                                                  | Кировский: Дачное, Княжево, Красненькая речка, частично Юго-Запад | 159 284                                             |
| 18                                                  | Кировский: Ульянка Красносельский: Сосновая Поляна, Урицк, частично Константиновское | 150 892                                             |
| 19                                                  | Петродворцовый: Ломоносов, Петергоф, Стрельна Красносельский: Красное Село, Горелово, частично Константиновское | 159 453                                             |
| 20                                                  | Московский: Московская застава, Новоизмайловское, Пулковский меридиан, частично Автово | 139 191                                             |
| 21                                                  | Московский: Гагаринское, Звёздное, Купчино | 143 985                                             |
| 22                                                  | Фрунзенский: Балканский, Георгиевский, частично Александровский | 143 985                                             |
| 23                                                  | Невский: Ивановский, Народный, Обуховский, Рыбацкое, частично № 54 | 181 798                                             |
| 24                                                  | Пушкинский: Павловск, Пушкин, Шушары, Александровская, Тярлево | 145 618                                             |
| 25                                                  | Колпинский: Колпино, Понтонный, Усть-Ижора, Петро-Славянка, Сапёрный, Металлострой | 138 945                                             |

## Предвыборный период
Без сбора подписей избирателей были допущены политические партии, представленные в Государственной думе («Единая Россия», КПРФ, ЛДПР, «Справедливая Россия»), а также партии, имеющие фракции в Законодательном собрании Санкт-Петербурга («Партия Роста» и «Яблоко»).

### Выборы по партийным спискам
Для регистрации выдвигаемого списка партиям требовалось собрать от 18 931 до 20 824 подписей избирателей (0,5 % от числа избирателей).
6 августа Санкт-Петербургская избирательная комиссия зарегистрировала на выборах «Российскую партию свободы и справедливости», решающим стал один голос. Партия предоставила комиссии более 20 тысяч подписей избирателей. После проверки подписей, графологи нашли только 3 % недостоверных автографов избирателей, при этом представители «Единой России» и КПРФ усомнились в честности сбора подписей. КПРФ подали иск в городской суд Петербурга, с требованием забраковать 532 подписи которые проверяли в горизбиркоме. 20 августа суд отказал в удовлетворении иска.
11 августа горизбирком зарегистрировал список партии «Новые люди». Они представили более 21 тысячи подписей. Против регистрации партии проголосовали члены Горизбиркома от КПРФ и от «Единой России». По мнению представителя коммунистов, помощь в сборе подписей партии оказывали чиновники. Ранее депутат ЗакСа Юрий Бочков пожаловался, что кандидат от «Новых людей» Дмитрий Павлов собирал подписи для выдвижения «силами администрации Пушкинского района». Административная проверка Горизбиркома не подтвердила применения «админресурса» при сборе подписей.
Двум партиям было отказано в регистрации: Партии «Родина» из-за выявления более 10 % недействительных подписей и «Партии социальной защиты» из-за не предоставления требуемых документов.
| 1 | Новые люди                                 | Павлов • Герасина • Панов • Горячева                 | 25 | 38 | зарегистрирован                                                        |
| 2 | Единая Россия                              | Аникин • Мельникова • Бельский • Кутепов • Крупник   | 25 | 74 | зарегистрирован                                                        |
| 3 | Яблоко                                     | Вишневский • Шишлов • Штанникова                     | 25 | 46 | зарегистрирован                                                        |
| 4 | ЛДПР                                       | Жириновский • Ломакин • Иткин                        | 25 | 53 | зарегистрирован                                                        |
| 5 | Справедливая Россия                        | Шишкина • Нилов • Драпеко                            | 25 | 72 | зарегистрирован                                                        |
| 6 | КПРФ                                       | Кононенко • Бороденчик • Рассудов                    | 25 | 74 | зарегистрирован                                                        |
| 7 | Российская партия свободы и справедливости | Анохин • Воронов • Савельева • Веретенников • Маркин | 24 | 36 | зарегистрирован                                                        |
| 8 | Партия Роста                               | Трохманенко • Ковалёв • Крутов                       | 25 | 29 | зарегистрирован                                                        |
| - | Партия социальной защиты                   | Перов • Денисова • Кудрявцева • Калинин              | 25 | 35 | отказано в регистрации (не предоставили документы для регистрации)     |
| - | Родина                                     | Журавлев • Шугалей • Петров • Буланова • Тютрюмов    | 25 | 54 | отказано в регистрации (выявлено более 10 % недействительных подписей) |
| *Региональная группа соответствует одному одномандатному округу и должна включать от 1 до 3 кандидатов. Региональных групп должно быть от 13 до 25. |                                            |                                                      |    |    |                                                                        |
| **Без учёта выбывших кандидатов. |                                            |                                                      |    |    |                                                                        |

### Выборы по округам

#### Общее количество кандидатов
Кандидатам для регистрации необходимо было собрать подписи избирателей в свою поддержку в количестве 3 % от всех избирателей округа.
| Партия | Партия                                       | Кандидатов | Кандидатов       |
| Партия | Партия                                       | Выдвинуто  | Зарегистрировано |
| ------ | -------------------------------------------- | ---------- | ---------------- |
|        | Единая Россия                                | 25         | 25               |
|        | Коммунистическая партия Российской Федерации | 25         | 24               |
|        | ЛДПР                                         | 25         | 25               |
|        | Партия Роста                                 | 23         | 23               |
|        | Родина                                       | 22         | 2                |
|        | Справедливая Россия                          | 25         | 25               |
|        | Яблоко                                       | 25         | 23               |
|        | Российская партия свободы и справедливости   | 25         | 25               |
|        | Новые люди                                   | 17         | 14               |
|        | Самовыдвижение                               | 33         | 6                |
| Всего  | Всего                                        | 245        | 192              |

#### Регистрация и недопуск кандидатов
К выборам не допущены кандидаты и действующие депутаты:
- По закону против ФБК за связь с ФБК (Штабами Навального) к выборам не допустили Ирину Фатьянову[28], выдвигавшуюся по округу № 3.
- На следующий день после назначения выборов, оппозиционного политика Максима Резника арестовали и отправили под домашний арест по делу о приобретении наркотиков для личного пользования[28][29]. Максим надеялся на поддержку партии «Яблоко», а после её отказа пытался добиться встречи с нотариусом для заверения документов для участия в выборах как самовыдвиженец[30]. После второго отказа суда во встрече с нотариусом, Резник отказался от участия в выборах по округу № 21[28][30].
- Из-за непредставления справки о хранении денег в иностранных банках и справки о расходах на несовершеннолетнего ребёнка, кандидату от партии «Яблоко» Ксении Михайловой отказали в регистрации[31]. Сама Михайлова на заседании заявила, что сдавала эти документы[31]. 24 августа Санкт-Петербургский городской суд обязал ТИК № 18 повторно принять документы у Ксении Михайловой и ещё раз рассмотреть вопрос об её регистрации[32][33]. 27 августа комиссия приняла второй комплект документов для участия в выборах[34]. 31 августа, члены Территориальной избирательной комиссии № 18 зарегистрировали Ксению Михайлову на выборы в депутаты Законодательного собрания[35][36][37]. 7 сентября суд, рассмотрев иск кандидата от КПРФ Романа Луговского, снова снял с выборов Ксению Михайлову[38][39].
- Из-за претензий к оформлению документов было отказано в регистрации депутату заксобрания Петербурга Борису Вишневскому[40]. Решение было отменено[41], политик был зарегистрирован[42].
- Из-за того, что на документе о согласовании кандидатуры, по версии комиссии, нет подписи уполномоченного лица на местах сшивания списка и нумерации на листах, избирательная комиссия Выборгского района Петербурга сняла с выборов кандидата от партии «Яблоко» Николая Громова[43]. Решение было отменено[44], политик был зарегистрирован.
- Избирательная комиссия Красногвардейского района Петербурга сняла с выборов кандидата от партии «Яблоко» Илью Сиялова, из-за того, что он не принёс документы об имуществе дочери[43]. При этом Сиялов заявляет, что у него нет детей[43]. Жалоба Сиялова оставлена без удовлетворения, из-за того, что в решении избирательного объединения о его выдвижении, содержится техническая ошибка — вместо слов «число зарегистрированных делегатов» указаны слова «число зарегистрированных кандидатов»[45].
- Из-за 18 % брака в подписях, певице Татьяне Булановой было отказано в регистрации[46]. После жалобы городская избирательная комиссия отменила решение об отказе в регистрации Булановой, на основании того, что отказать в регистрации должны были за 10 дней, тогда как решение было принято на 11-й[47][48]. При этом пункт жалобы по недействительными подписям, оставили без удовлетворения[47]. 24 августа, Татьяне Булановой снова отказали в регистрации — рабочая группа нашла у кандидата от партии «Родина» 12,9 % недостоверных подписей[49].
- Савве Федосееву вначале пытались препятствовать попасть в здание ТИК 7 для подачи подписей, позже его подписи были признаны недействительными из-за превышения допустимого процента брака по данным базы МВД[50][51]. Главизбирком, рассмотрев жалобу Федосеева, установил, что 31,8 % подписей от общего количества избирателей, отобранных для проверки были недействительными[52]. Жалоба Федосеева оставлена без удовлетворения[52].
- Марине Мацапулиной отказали в регистрации, после того как поданные за неё подписи были признаны недействительными из-за превышения допустимого процента брака по данным базы МВД[51][53]. Главизбирком, рассмотрев жалобу Мацапулиной, подтвердил, что 5,82 % подписей от общего количества избирателей, отобранных для проверки были недействительными[54]. Жалоба Мацапулиной оставлена без удовлетворения[54]. Санкт-Петербургский городской суд 30 августа отказал в удовлетворении иска о восстановлении Мацапулиной на выборах[55].
- В Кировском районе отказано в регистрации кандидатом депутату от «Единой России» Андрею Васильеву, баллотирующимся по одномандатному округу № 16 самовыдвиженцем, поскольку он проиграл праймериз внутри ЕР[56]. ТИК № 41 пришел к выводу, что в подписных листах недопустимое количество брака — свыше 41 %[57]. Суд отказал Васильеву в удовлетворении жалобы, оспаривающей отказ[57].

## Предвыборная кампания

### Давление властей
5 сентября, полицейские задержали оппозиционного кандидата от партии «Яблоко» по округу № 5 (Выборгский район) Юрия Багрова, который агитировал за себя у станции метро «Озерки». По словам полиции, на Юрия поступила жалоба, что якобы он проводит «не согласованное публичное мероприятие». Жалоба написана чиновником администрации Выборгского района, глава которой являлся кандидатом в ЗакС по тому же округу от «Единой России»
9 сентября полиция прервала агитационную деятельность оппозиционного кандидата Дмитрия Осипова, выдвигающегося по 25-му округу (Колпинский район) от «Яблока». В отношении него собираются составить протокол о нарушений требований к рекламе.

### Двойники Вишневского

Фрагмент избирательного плаката.
Справа «оригинальный» Вишневский Борис Лазаревич. Слева кандидаты «спойлеры» — Вишневский Борис Геннадьевич, Вишневский Борис Иванович

В мае 2021 года оппозиционный политик, руководитель фракции «Яблоко» в Законодательном собрании Петербурга Борис Лазаревич Вишневский заявил о выдвижении своей кандидатуры на выборах в Государственную думу (избирательный округ № 216) и в Законодательное собрание Петербурга (избирательный округ № 2) от партии «Яблоко». 17 июля 2021 года петербургский избирком сообщил о регистрации в качестве кандидатов по 2-му избирательному округу сразу двух Вишневских-самовыдвиженцев: Бориса Ивановича и Бориса Геннадьевича. На двоих они собрали более 8 тысяч подписей избирателей. До смены фамилии и имени Борис Иванович Вишневский был Виктором Ивановичем Быковым, государственным советником Санкт-Петербурга 3-го класса, действительным муниципальным советником 2-го класса. В 2016—2018 годах главный помощник зампреда ЗакСа Сергея Соловьева, который также баллотируется в госдуму по № 216 избирательному округу. Сейчас Виктор Иванович — секретарь местного отделения «Единой России» муниципального округа № 78 и руководитель общественной приемной «ЕР» в Адмиралтейском районе. После публикации статьи «Новой газеты», «Единая Россия» открестилась от кандидата, а также удалила со своего сайта информацию о Викторе Ивановиче Быкове. Другой Борис Вишневский — Геннадьевич, раньше носил имя Алексей Шмелёв, в текущий момент он работает начальником отдела продаж в ООО «Европроект Групп». Спикер петербургского парламента Вячеслав Макаров назвал политтехнологов, ответственных за это — «дебилами». Председатель Центральной избирательной комиссии Элла Памфилова заявила, что считает избирателей «людьми образованными, грамотными, подготовленными», и надеется, что им удастся отличить настоящего кандидата от его двойников. 2 августа от самовыдвиженца Бориса Ивановича Вишневского, поступила жалоба на посты в социальных сетях Бориса Лазаревича о помощи задержанным во время акций протеста в начале этого года, но её отклонили.
5 сентября территориальная избирательная комиссия № 30 утвердила плакат, который повесят на избирательных участках. На плакатах недавно сменившие фамилии кандидаты оказались очень похожими на Б. Л. Вишневского. При этом, до недавнего времени они не носили бороды, и как минимум один из них не имел залысины. В Центризбиркоме заявили о законодательном пробеле. В соцсетях этот приём окрестили «атакой клонов». После появления плаката с тремя одинаковыми Вишневскими, Элла Памфилова заявила, что «это уже крайняя, низшая точка падения тех политтехнологов, которые обслуживают заказчиков», также она предложила территориальной избирательной комиссии сфотографировать обоих кандидатов самостоятельно, а им рекомендовала сняться с выборов. На следующий день, территориальная избирательная комиссия предложила Вишневскому Борису Ивановичу и Вишневскому Борису Геннадьевичу прийти на перефотографирование. 7 сентября городская избирательная комиссия Петербурга отклонила жалобу Б. Л. Вишневского на то, что в бюллетенях не указываются прежние имена и фамилии кандидатов. 9 сентября издание «Meduza» запустила шутливую игру, в которой надо найти настоящего Бориса Вишневского среди его двойников.

### Вовлечение студентов
10 сентября, издание «DOXA» сообщило, что студентам Санкт-Петербургского государственного университета предложили поучаствовать в фальсификации на предстоящих выборах. Журналисты опубликовали запись беседы со студентом факультета политологии, который приглашает других учащихся подзаработать на вбрасывании бюллетени за кандидата от «Единой России», главу комитета по соцполитике Александра Ржаненкова. По информации DOXA, за такую работу предлагают 15 тыс. рублей. Александр Ржаненков, комментируя сообщения для городских СМИ, заявил, что речь может идти о провокации. По данным «Эха Москвы в Петербурге», информация о готовящихся вбросах заинтересовала ЦИК. В университете посчитали провокацией предложение «немножечко пофальсифицировать» выборы. И. о. декана факультета политологии Александр Курочкин сообщил, что студента Владислава Дубровского, предлагающего подработать, вызовут в ближайшее время на заседание студенческого совета для дачи объяснений. Петербургская избирательная комиссия направила в Следственный комитет обращение с просьбой провести проверку по фактам публикаций СМИ о предложении студентам СПбГУ за деньги голосовать несколько раз в округе в центре Петербурга. 22 сентября комиссия по этике СПбГУ рассмотрела обращения по поводу действий студента Владислава Дубровского и посчитала, что он осознанно совершил «противоправное, уголовно наказуемое деяние». Сам Дубровский также высказался — свой поступок он назвал «ужасным, авантюрным и не имеющим смысла».
14 сентября, журналисты Znak.com и Avtozak LIVE в социальных сетях нашли объявления с предложениями участвовать в «каруселях» на выборах в пользу кандидатки в ЗакС по 3-му округу Марины Лыбаневой, которая приходиться дочерью спикера Заксобрания Петербурга Вячеслава Макарова. Одно из объявлений заметили в группе, где публикуются вакансии для студентов, за три дня работы с 17 по 19 сентября авторы объявления предлагали 9 тысяч рублей. Сама Марина Лыбанева считает провокацией новости о «подработке». Вице-спикера ЗакСа Сергей Соловьев также расценил это как провокацию, а авторство анонимных сообщений в соцсетях о «подработке» на выборах приписывает недоброжелателям «Единой России».

### Применение административного ресурса
Несколько учреждений, подведомственных администрации Кировского района Петербурга, в период с 11 по 15 сентября разместили в своих группах в «ВКонтакте» агитацию за кандидата в депутаты ЗакСа от партии «Новые люди», бывшей судьи Уставного суда, Ольги Герасиной. Издание ЗАКС.Ру обнаружил такие посты в группах молодёжного центра «Кировский», ГБУ СШОР Кировского района, Центральной детской библиотеки района и школы № 504.

## Результаты
|                                       |                                       |           |       |      |     |  |  |  |  |  |  |  |  |  |
| Партия                                | Партия                                | Голосов   | %     | Мест | +/- |  |  |  |  |  |  |  |  |  |
|                                       | Единая Россия                         | 457 936   | 33,29 | 29+1 | ▼ 6 |  |  |  |  |  |  |  |  |  |
|                                       | КПРФ                                  | 240 291   | 17,47 | 7    | ▲ 4 |  |  |  |  |  |  |  |  |  |
|                                       | Справедливая Россия                   | 174 896   | 12,71 | 5    | ▲ 2 |  |  |  |  |  |  |  |  |  |
|                                       | Новые люди                            | 138 289   | 10,05 | 3    | ▲ 3 |  |  |  |  |  |  |  |  |  |
|                                       | Яблоко                                | 125 870   | 9,15  | 2    | ▬   |  |  |  |  |  |  |  |  |  |
|                                       | ЛДПР                                  | 108 703   | 7,90  | 3    | ▬   |  |  |  |  |  |  |  |  |  |
|                                       |                                       |           |       |      |     |  |  |  |  |  |  |  |  |  |
|                                       | Партия роста                          | 56 794    | 4,13  | 0    | ▼ 3 |  |  |  |  |  |  |  |  |  |
|                                       | РПСС                                  | 33 452    | 2,43  | 0    | ▬   |  |  |  |  |  |  |  |  |  |
| Действительных голосов                | Действительных голосов                | 1 336 231 | 97,14 | -    | -   |  |  |  |  |  |  |  |  |  |
| Недействительных голосов              | Недействительных голосов              | 39 282    | 2,86  | -    | -   |  |  |  |  |  |  |  |  |  |
|                                       |                                       |           |       |      |     |  |  |  |  |  |  |  |  |  |
| Всего                                 | Всего                                 | 1 375 513 | 100   | 50   | ▬   |  |  |  |  |  |  |  |  |  |
| Зарегистрированных избирателей / Явка | Зарегистрированных избирателей / Явка | 3 839 416 | 35,52 | -    | -   |  |  |  |  |  |  |  |  |  |

Итоговая явка избирателей составила 35,52 %
При подведении итогов выборов три члена Горизбиркома проголосовали против утверждения результатов выборов. Согласно результатам, в Законодательное собрание прошли 29 кандидатов от партии «Единая Россия», 7 кандидатов от КПРФ, 4 кандидата от «Справедливой России», по 3 представителя партии «Новые люди» и ЛДПР, 2 кандидата от «Яблоко», а также 1 самовыдвиженец поддержанный «Единой Россией»
В столбце «Депутат» словом «Да» отмечены кандидаты, на момент выборов являющиеся депутатами ЗакСа 6 созыва, по этому одномандатному округу. Жирным шрифтом выделены победители в своём округе.
| Результаты голосования в Законодательное собрание Санкт-Петербурга по округам | Результаты голосования в Законодательное собрание Санкт-Петербурга по округам | Результаты голосования в Законодательное собрание Санкт-Петербурга по округам | Результаты голосования в Законодательное собрание Санкт-Петербурга по округам | Результаты голосования в Законодательное собрание Санкт-Петербурга по округам | Результаты голосования в Законодательное собрание Санкт-Петербурга по округам | Результаты голосования в Законодательное собрание Санкт-Петербурга по округам | Результаты голосования в Законодательное собрание Санкт-Петербурга по округам | Результаты голосования в Законодательное собрание Санкт-Петербурга по округам | Результаты голосования в Законодательное собрание Санкт-Петербурга по округам |
| ОИО                                                                           | Явка                                                                          |                                                                               | Кандидат                                                                      | Выдвижение                                                                    | Депутат                                                                       | Кандидат поддержан                                                            | Результат                                                                     | Результат                                                                     |                                                                               |
| ОИО                                                                           | Явка                                                                          | Голоса                                                                        | Кандидат                                                                      | Выдвижение                                                                    | Депутат                                                                       | Кандидат поддержан                                                            | %                                                                             |                                                                               |                                                                               |
| ----------------------------------------------------------------------------- | ----------------------------------------------------------------------------- | ----------------------------------------------------------------------------- | ----------------------------------------------------------------------------- | ----------------------------------------------------------------------------- | ----------------------------------------------------------------------------- | ----------------------------------------------------------------------------- | ----------------------------------------------------------------------------- | ----------------------------------------------------------------------------- | ----------------------------------------------------------------------------- |
| 1                                                                             | 35,74                                                                         |                                                                               | Астахова Наталия Владимировна                                                 | Единая Россия                                                                 |                                                                               |                                                                               | 16 630                                                                        | 37,68                                                                         |                                                                               |
| 1                                                                             | 35,74                                                                         |                                                                               | Гусаров Евгений Евгеньевич                                                    | Яблоко                                                                        |                                                                               | Умным голосованием                                                            | 9052                                                                          | 20,51                                                                         |                                                                               |
| 1                                                                             | 35,74                                                                         |                                                                               | Топровер Игорь Викторович                                                     | КПРФ                                                                          |                                                                               |                                                                               | 4681                                                                          | 10,61                                                                         |                                                                               |
| 1                                                                             | 35,74                                                                         |                                                                               | Лаврова Ксения Кирилловна                                                     | Справедливая Россия                                                           |                                                                               |                                                                               | 4103                                                                          | 9,3                                                                           |                                                                               |
| 1                                                                             | 35,74                                                                         |                                                                               | Дунюшин Александр Вячеславович                                                | Новые люди                                                                    |                                                                               |                                                                               | 2779                                                                          | 6,3                                                                           |                                                                               |
| 2                                                                             | 32,55                                                                         |                                                                               | Ржаненков Александр Николаевич                                                | Единая Россия                                                                 |                                                                               |                                                                               | 12 412                                                                        | 30,3                                                                          |                                                                               |
| 2                                                                             | 32,55                                                                         |                                                                               | Вишневский Борис Лазаревич                                                    | Яблоко                                                                        |                                                                               | Умным голосованием                                                            | 11 062                                                                        | 27,01                                                                         |                                                                               |
| 2                                                                             | 32,55                                                                         |                                                                               | Костров Ярослав Всеволодович                                                  | Справедливая Россия                                                           |                                                                               |                                                                               | 5745                                                                          | 14,03                                                                         |                                                                               |
| 2                                                                             | 32,55                                                                         |                                                                               | Евсеев Александр Иванович                                                     | КПРФ                                                                          |                                                                               |                                                                               | 3492                                                                          | 8,52                                                                          |                                                                               |
| 2                                                                             | 32,55                                                                         |                                                                               | Садовская Дарья Сергеевна                                                     | Новые люди                                                                    |                                                                               |                                                                               | 2934                                                                          | 7,16                                                                          |                                                                               |
| 2                                                                             | 32,55                                                                         |                                                                               | Лебедева Екатерина Олеговна                                                   | ЛДПР                                                                          |                                                                               |                                                                               | 1762                                                                          | 4,48                                                                          |                                                                               |
| 2                                                                             | 32,55                                                                         |                                                                               | Суходольский Вадим Александрович                                              | Партия роста                                                                  |                                                                               |                                                                               | 920                                                                           | 2,33                                                                          |                                                                               |
| 2                                                                             | 32,55                                                                         |                                                                               | Вишневский Борис Геннадьевич                                                  | самовыдвижение                                                                |                                                                               |                                                                               | 608                                                                           | 1,54                                                                          |                                                                               |
| 2                                                                             | 32,55                                                                         |                                                                               | Вишневский Борис Иванович                                                     | самовыдвижение                                                                |                                                                               |                                                                               | 510                                                                           | 1,29                                                                          |                                                                               |
| 3                                                                             | 43,87                                                                         |                                                                               | Лыбанева Марина Вячеславовна                                                  | самовыдвижение                                                                |                                                                               | Единой Россией                                                                | 31 272                                                                        | 53,95                                                                         |                                                                               |
| 3                                                                             | 43,87                                                                         |                                                                               | Королев Игорь Александрович                                                   | Справедливая Россия                                                           |                                                                               | Умным голосованием                                                            | 11 160                                                                        | 19,25                                                                         |                                                                               |
| 3                                                                             | 43,87                                                                         |                                                                               | Луговской Роман Андреевич                                                     | КПРФ                                                                          |                                                                               |                                                                               | 5759                                                                          | 9,93                                                                          |                                                                               |
| 3                                                                             | 43,87                                                                         |                                                                               | Крикуненко Оксана Васильевна                                                  | Партия роста                                                                  |                                                                               |                                                                               | 4523                                                                          | 7,8                                                                           |                                                                               |
| 3                                                                             | 43,87                                                                         |                                                                               | Стрелков Станислав Викторович                                                 | ЛДПР                                                                          |                                                                               |                                                                               | 2759                                                                          | 4,76                                                                          |                                                                               |
| 4                                                                             | 38,49                                                                         |                                                                               | Чебыкин Константин Александрович                                              | Единая Россия                                                                 | Да                                                                            |                                                                               | 19 425                                                                        | 34,14                                                                         |                                                                               |
| 4                                                                             | 38,49                                                                         |                                                                               | Вавилина Нэлли Юрьевна                                                        | Справедливая Россия                                                           |                                                                               | Умным голосованием                                                            | 15 871                                                                        | 27,89                                                                         |                                                                               |
| 4                                                                             | 38,49                                                                         |                                                                               | Ковалёв Алексей Анатольевич                                                   | Партия роста                                                                  |                                                                               |                                                                               | 8520                                                                          | 14,97                                                                         |                                                                               |
| 4                                                                             | 38,49                                                                         |                                                                               | Смоктий Николай Иванович                                                      | КПРФ                                                                          |                                                                               |                                                                               | 4668                                                                          | 8,2                                                                           |                                                                               |
| 4                                                                             | 38,49                                                                         |                                                                               | Анисимов Дмитрий Игоревич                                                     | Яблоко                                                                        |                                                                               |                                                                               | 3930                                                                          | 6,91                                                                          |                                                                               |
| 5                                                                             | 38,77                                                                         |                                                                               | Иванова Ирина Владимировна                                                    | КПРФ                                                                          |                                                                               |                                                                               | 20 810                                                                        | 32,53                                                                         |                                                                               |
| 5                                                                             | 38,77                                                                         |                                                                               | Егоров Александр Борисович                                                    | Единая Россия                                                                 | Да                                                                            |                                                                               | 12 616                                                                        | 19,72                                                                         |                                                                               |
| 5                                                                             | 38,77                                                                         |                                                                               | Багров Юрий Дмитриевич                                                        | Яблоко                                                                        |                                                                               | Умным голосованием                                                            | 11 848                                                                        | 18,52                                                                         |                                                                               |
| 5                                                                             | 38,77                                                                         |                                                                               | Мазаев Олег Александрович                                                     | Справедливая Россия                                                           |                                                                               |                                                                               | 4990                                                                          | 7,8                                                                           |                                                                               |
| 5                                                                             | 38,77                                                                         |                                                                               | Лещев Илья Михайлович                                                         | Новые люди                                                                    |                                                                               |                                                                               | 4947                                                                          | 7,73                                                                          |                                                                               |
| 6                                                                             | 36,03                                                                         |                                                                               | Амосов Михаил Иванович                                                        | Справедливая Россия                                                           |                                                                               | Умным голосованием                                                            | 17 337                                                                        | 32,95                                                                         |                                                                               |
| 6                                                                             | 36,03                                                                         |                                                                               | Васильев Дмитрий Владимирович                                                 | Единая Россия                                                                 |                                                                               |                                                                               | 16 225                                                                        | 30,84                                                                         |                                                                               |
| 6                                                                             | 36,03                                                                         |                                                                               | Коровин Игорь Владимирович                                                    | КПРФ                                                                          |                                                                               |                                                                               | 6341                                                                          | 12,05                                                                         |                                                                               |
| 6                                                                             | 36,03                                                                         |                                                                               | Абрамов Алексей Анатольевич                                                   | ЛДПР                                                                          |                                                                               |                                                                               | 4123                                                                          | 7,84                                                                          |                                                                               |
| 6                                                                             | 36,03                                                                         |                                                                               | Афиногенов Арсений Антонович                                                  | Яблоко                                                                        |                                                                               |                                                                               | 3411                                                                          | 6,48                                                                          |                                                                               |
| 7                                                                             | 32,94                                                                         |                                                                               | Рахова Елена Алексеевна                                                       | Единая Россия                                                                 | Да                                                                            |                                                                               | 18 144                                                                        | 28,87                                                                         |                                                                               |
| 7                                                                             | 32,94                                                                         |                                                                               | Тихонова Надежда Геннадьевна                                                  | Справедливая Россия                                                           |                                                                               | Умным голосованием                                                            | 16 136                                                                        | 25,67                                                                         |                                                                               |
| 7                                                                             | 32,94                                                                         |                                                                               | Токарев Игорь Игоревич                                                        | КПРФ                                                                          |                                                                               |                                                                               | 8275                                                                          | 13,17                                                                         |                                                                               |
| 7                                                                             | 32,94                                                                         |                                                                               | Абдин Александр Александрович                                                 | самовыдвижение                                                                |                                                                               |                                                                               | 8171                                                                          | 13,00                                                                         |                                                                               |
| 7                                                                             | 32,94                                                                         |                                                                               | Страхов Кирилл Александрович                                                  | Яблоко                                                                        |                                                                               |                                                                               | 4354                                                                          | 6,93                                                                          |                                                                               |
| 8                                                                             | 35,84                                                                         |                                                                               | Кущак Александр Иванович                                                      | Единая Россия                                                                 | Да                                                                            |                                                                               | 18 831                                                                        | 36,57                                                                         |                                                                               |
| 8                                                                             | 35,84                                                                         |                                                                               | Данилов Святослав Игоревич                                                    | Справедливая Россия                                                           |                                                                               | Умным голосованием                                                            | 12 284                                                                        | 23,86                                                                         |                                                                               |
| 8                                                                             | 35,84                                                                         |                                                                               | Петров Олег Витальевич                                                        | КПРФ                                                                          |                                                                               |                                                                               | 10 248                                                                        | 19,90                                                                         |                                                                               |
| 8                                                                             | 35,84                                                                         |                                                                               | Ивлева Диана Ринатовна                                                        | ЛДПР                                                                          |                                                                               |                                                                               | 4128                                                                          | 8,02                                                                          |                                                                               |
| 8                                                                             | 35,84                                                                         |                                                                               | Петунов Виталий Владимирович                                                  | Партия роста                                                                  |                                                                               |                                                                               | 2974                                                                          | 5,78                                                                          |                                                                               |
| 9                                                                             | 37,18                                                                         |                                                                               | Высоцкий Игорь Владимирович                                                   | Единая Россия                                                                 | Да                                                                            |                                                                               | 35 619                                                                        | 53,36                                                                         |                                                                               |
| 9                                                                             | 37,18                                                                         |                                                                               | Ложечко Виктор Петрович                                                       | Справедливая Россия                                                           |                                                                               | Умным голосованием                                                            | 12 130                                                                        | 18,17                                                                         |                                                                               |
| 9                                                                             | 37,18                                                                         |                                                                               | Попов Сергей Николаевич                                                       | КПРФ                                                                          |                                                                               |                                                                               | 8348                                                                          | 12,51                                                                         |                                                                               |
| 9                                                                             | 37,18                                                                         |                                                                               | Сорокин Никита Александрович                                                  | Яблоко                                                                        |                                                                               |                                                                               | 3282                                                                          | 4,92                                                                          |                                                                               |
| 9                                                                             | 37,18                                                                         |                                                                               | Кольцов Александр Андреевич                                                   | ЛДПР                                                                          |                                                                               |                                                                               | 3203                                                                          | 4,8                                                                           |                                                                               |
| 10                                                                            | 38,23                                                                         |                                                                               | Ходосок Александр Владимирович                                                | Единая Россия                                                                 | Да                                                                            |                                                                               | 22 902                                                                        | 31,81                                                                         |                                                                               |
| 10                                                                            | 38,23                                                                         |                                                                               | Кривенченко Анатолий Николаевич                                               | Справедливая Россия                                                           |                                                                               | Умным голосованием                                                            | 14 719                                                                        | 20,44                                                                         |                                                                               |
| 10                                                                            | 38,23                                                                         |                                                                               | Деревянко Михаил Михайлович                                                   | КПРФ                                                                          |                                                                               |                                                                               | 12 289                                                                        | 17,07                                                                         |                                                                               |
| 10                                                                            | 38,23                                                                         |                                                                               | Яковлева Ольга Анатольевна                                                    | Партия роста                                                                  |                                                                               |                                                                               | 7296                                                                          | 10,13                                                                         |                                                                               |
| 10                                                                            | 38,23                                                                         |                                                                               | Дюве Любовь Николаевна                                                        | Яблоко                                                                        |                                                                               |                                                                               | 5825                                                                          | 8,09                                                                          |                                                                               |
| 11                                                                            | 38,9                                                                          |                                                                               | Гарнец Валерий Николаевич                                                     | Единая Россия                                                                 |                                                                               |                                                                               | 22 132                                                                        | 40,12                                                                         |                                                                               |
| 11                                                                            | 38,9                                                                          |                                                                               | Андреев Игорь Васильевич                                                      | КПРФ                                                                          |                                                                               |                                                                               | 7873                                                                          | 14,27                                                                         |                                                                               |
| 11                                                                            | 38,9                                                                          |                                                                               | Громов Николай Сергеевич                                                      | Яблоко                                                                        |                                                                               | Умным голосованием                                                            | 7606                                                                          | 13,79                                                                         |                                                                               |
| 11                                                                            | 38,9                                                                          |                                                                               | Агарков Константин Юрьевич                                                    | Справедливая Россия                                                           |                                                                               |                                                                               | 5442                                                                          | 9,86                                                                          |                                                                               |
| 11                                                                            | 38,9                                                                          |                                                                               | Александров Константин Владимирович                                           | Новые люди                                                                    |                                                                               |                                                                               | 4744                                                                          | 8,60                                                                          |                                                                               |
| 12                                                                            | 32,46                                                                         |                                                                               | Бондаренко Николай Леонидович                                                 | Единая Россия                                                                 |                                                                               |                                                                               | 19 772                                                                        | 32,75                                                                         |                                                                               |
| 12                                                                            | 32,46                                                                         |                                                                               | Новиков Александр Иванович                                                    | Справедливая Россия                                                           |                                                                               | Умным голосованием                                                            | 15 175                                                                        | 25,13                                                                         |                                                                               |
| 12                                                                            | 32,46                                                                         |                                                                               | Редько Александр Алексеевич                                                   | КПРФ                                                                          |                                                                               |                                                                               | 11 174                                                                        | 18,51                                                                         |                                                                               |
| 12                                                                            | 32,46                                                                         |                                                                               | Замараева Анна Сергеевна                                                      | ЛДПР                                                                          |                                                                               |                                                                               | 4928                                                                          | 8,16                                                                          |                                                                               |
| 12                                                                            | 32,46                                                                         |                                                                               | Чихняев Иван Николаевич                                                       | Яблоко                                                                        |                                                                               |                                                                               | 4197                                                                          | 6,95                                                                          |                                                                               |
| 13                                                                            | 35,68                                                                         |                                                                               | Горшечников Андрей Алексеевич                                                 | Единая Россия                                                                 | Да                                                                            |                                                                               | 22 621                                                                        | 37,43                                                                         |                                                                               |
| 13                                                                            | 35,68                                                                         |                                                                               | Богачев Алексей Михайлович                                                    | КПРФ                                                                          |                                                                               | Умным голосованием                                                            | 19 041                                                                        | 31,51                                                                         |                                                                               |
| 13                                                                            | 35,68                                                                         |                                                                               | Максаков Олег Борисович                                                       | Яблоко                                                                        |                                                                               |                                                                               | 5421                                                                          | 8,97                                                                          |                                                                               |
| 13                                                                            | 35,68                                                                         |                                                                               | Голубков Александр Андреевич                                                  | Партия роста                                                                  |                                                                               |                                                                               | 4929                                                                          | 8,16                                                                          |                                                                               |
| 13                                                                            | 35,68                                                                         |                                                                               | Пайкин Станислав Александрович                                                | ЛДПР                                                                          |                                                                               |                                                                               | 4529                                                                          | 7,49                                                                          |                                                                               |
| 14                                                                            | 32,40                                                                         |                                                                               | Зинчук Алексей Валерьевич                                                     | КПРФ                                                                          |                                                                               | Умным голосованием                                                            | 10 012                                                                        | 23,69                                                                         |                                                                               |
| 14                                                                            | 32,40                                                                         |                                                                               | Назарова Галина Николаевна                                                    | Единая Россия                                                                 | Да                                                                            |                                                                               | 8230                                                                          | 19,48                                                                         |                                                                               |
| 14                                                                            | 32,40                                                                         |                                                                               | Шукшин Сергей Иванович                                                        | Новые люди                                                                    |                                                                               |                                                                               | 7424                                                                          | 17,57                                                                         |                                                                               |
| 14                                                                            | 32,40                                                                         |                                                                               | Беляева Елена Вячеславовна                                                    | Справедливая Россия                                                           |                                                                               |                                                                               | 6104                                                                          | 14,44                                                                         |                                                                               |
| 14                                                                            | 32,40                                                                         |                                                                               | Болдин Виктор Андреевич                                                       | Яблоко                                                                        |                                                                               |                                                                               | 2632                                                                          | 6,23                                                                          |                                                                               |
| 15                                                                            | 33,44                                                                         |                                                                               | Рябоконь Андрей Алексеевич                                                    | Единая Россия                                                                 |                                                                               |                                                                               | 17 224                                                                        | 32,11                                                                         |                                                                               |
| 15                                                                            | 33,44                                                                         |                                                                               | Трохманенко Сергей Владимирович                                               | Партия роста                                                                  |                                                                               | Умным голосованием                                                            | 8580                                                                          | 15,99                                                                         |                                                                               |
| 15                                                                            | 33,44                                                                         |                                                                               | Ивлиев Сергей Николаевич                                                      | КПРФ                                                                          |                                                                               |                                                                               | 8090                                                                          | 15,08                                                                         |                                                                               |
| 15                                                                            | 33,44                                                                         |                                                                               | Карпенко Алесь Юрьевич                                                        | Яблоко                                                                        |                                                                               |                                                                               | 4671                                                                          | 8,71                                                                          |                                                                               |
| 15                                                                            | 33,44                                                                         |                                                                               | Мамаев Вадим Сергеевич                                                        | Справедливая Россия                                                           |                                                                               |                                                                               | 4579                                                                          | 8,54                                                                          |                                                                               |
| 16                                                                            | 31,74                                                                         |                                                                               | Алескеров Андрей Энверович                                                    | Справедливая Россия                                                           |                                                                               |                                                                               | 9596                                                                          | 18,33                                                                         |                                                                               |
| 16                                                                            | 31,74                                                                         |                                                                               | Фатеичев Виталий Игоревич                                                     | Единая Россия                                                                 |                                                                               |                                                                               | 9022                                                                          | 17,23                                                                         |                                                                               |
| 16                                                                            | 31,74                                                                         |                                                                               | Дмитриев Владимир Яковлевич                                                   | КПРФ                                                                          |                                                                               |                                                                               | 9005                                                                          | 17,20                                                                         |                                                                               |
| 16                                                                            | 31,74                                                                         |                                                                               | Каруличева Анна Николаевна                                                    | Яблоко                                                                        |                                                                               | Умным голосованием                                                            | 8449                                                                          | 16,14                                                                         |                                                                               |
| 16                                                                            | 31,74                                                                         |                                                                               | Любимов Павел Владимирович                                                    | Новые люди                                                                    |                                                                               |                                                                               | 7905                                                                          | 15,1                                                                          |                                                                               |
| 17                                                                            | 32,22                                                                         |                                                                               | Четырбок Денис Александрович                                                  | Единая Россия                                                                 | Да                                                                            |                                                                               | 17 425                                                                        | 37,20                                                                         |                                                                               |
| 17                                                                            | 32,22                                                                         |                                                                               | Горский Владислав Андреевич                                                   | Справедливая Россия                                                           |                                                                               | Умным голосованием                                                            | 7917                                                                          | 16,9                                                                          |                                                                               |
| 17                                                                            | 32,22                                                                         |                                                                               | Герасина Ольга Вячеславовна                                                   | Новые люди                                                                    |                                                                               |                                                                               | 7125                                                                          | 15,21                                                                         |                                                                               |
| 17                                                                            | 32,22                                                                         |                                                                               | Масликов Сергей Александрович                                                 | КПРФ                                                                          |                                                                               |                                                                               | 6507                                                                          | 13,89                                                                         |                                                                               |
| 17                                                                            | 32,22                                                                         |                                                                               | Палевич Андрей Анатольевич                                                    | Яблоко                                                                        |                                                                               |                                                                               | 2634                                                                          | 5,62                                                                          |                                                                               |
| 18                                                                            | 32,36                                                                         |                                                                               | Далматов Алексей Анатольевич                                                  | Единая Россия                                                                 |                                                                               |                                                                               | 13 173                                                                        | 25,99                                                                         |                                                                               |
| 18                                                                            | 32,36                                                                         |                                                                               | Давыдов Станислав Вячеславович                                                | Справедливая Россия                                                           |                                                                               | Умным голосованием                                                            | 10 594                                                                        | 20,9                                                                          |                                                                               |
| 18                                                                            | 32,36                                                                         |                                                                               | Бойко Дмитрий Сергеевич                                                       | КПРФ                                                                          |                                                                               |                                                                               | 9328                                                                          | 18,4                                                                          |                                                                               |
| 18                                                                            | 32,36                                                                         |                                                                               | Брагин Павел Николаевич                                                       | Новые люди                                                                    |                                                                               |                                                                               | 5085                                                                          | 10,03                                                                         |                                                                               |
| 18                                                                            | 32,36                                                                         |                                                                               | Кондрашов Павел Вячеславович                                                  | Партия роста                                                                  |                                                                               |                                                                               | 3559                                                                          | 7,02                                                                          |                                                                               |
| 19                                                                            | 36,86                                                                         |                                                                               | Барышников Михаил Иванович                                                    | Единая Россия                                                                 | Да                                                                            |                                                                               | 26 442                                                                        | 43,82                                                                         |                                                                               |
| 19                                                                            | 36,86                                                                         |                                                                               | Толокнов Сергей Анатольевич                                                   | Справедливая Россия                                                           |                                                                               | Умным голосованием                                                            | 11 881                                                                        | 19,69                                                                         |                                                                               |
| 19                                                                            | 36,86                                                                         |                                                                               | Меньшиков Григорий Геннадьевич                                                | КПРФ                                                                          |                                                                               |                                                                               | 9751                                                                          | 16,16                                                                         |                                                                               |
| 19                                                                            | 36,86                                                                         |                                                                               | Орлов Евгений Владимирович                                                    | ЛДПР                                                                          |                                                                               |                                                                               | 3858                                                                          | 6,39                                                                          |                                                                               |
| 19                                                                            | 36,86                                                                         |                                                                               | Львов Илья Александрович                                                      | Яблоко                                                                        |                                                                               |                                                                               | 3073                                                                          | 5,09                                                                          |                                                                               |
| 20                                                                            | 30,58                                                                         |                                                                               | Макаров Алексей Алексеевич                                                    | Единая Россия                                                                 | Да                                                                            |                                                                               | 15 909                                                                        | 37,35                                                                         |                                                                               |
| 20                                                                            | 30,58                                                                         |                                                                               | Хорзов Дмитрий Викторович                                                     | Яблоко                                                                        |                                                                               | Умным голосованием                                                            | 8084                                                                          | 18,98                                                                         |                                                                               |
| 20                                                                            | 30,58                                                                         |                                                                               | Курнаков Юрий Викторович                                                      | КПРФ                                                                          |                                                                               |                                                                               | 6368                                                                          | 14,95                                                                         |                                                                               |
| 20                                                                            | 30,58                                                                         |                                                                               | Черемных Кристина Витальевна                                                  | Справедливая Россия                                                           |                                                                               |                                                                               | 3832                                                                          | 9,00                                                                          |                                                                               |
| 20                                                                            | 30,58                                                                         |                                                                               | Капустин Денис Львович                                                        | Партия роста                                                                  |                                                                               |                                                                               | 2183                                                                          | 5,12                                                                          |                                                                               |
| 21                                                                            | 30,11                                                                         |                                                                               | Малков Андрей Витальевич                                                      | ЛДПР                                                                          |                                                                               |                                                                               | 9289                                                                          | 19,98                                                                         |                                                                               |
| 21                                                                            | 30,11                                                                         |                                                                               | Галкина Ольга Владимировна                                                    | Справедливая Россия                                                           |                                                                               | Умным голосованием                                                            | 8867                                                                          | 19,07                                                                         |                                                                               |
| 21                                                                            | 30,11                                                                         |                                                                               | Денисов Геннадий Иванович                                                     | КПРФ                                                                          |                                                                               |                                                                               | 8024                                                                          | 17,26                                                                         |                                                                               |
| 21                                                                            | 30,11                                                                         |                                                                               | Титенко Никита Юрьевич                                                        | Единая Россия                                                                 |                                                                               |                                                                               | 7714                                                                          | 16,59                                                                         |                                                                               |
| 21                                                                            | 30,11                                                                         |                                                                               | Швецов Михаил Максимович                                                      | Новые люди                                                                    |                                                                               |                                                                               | 4096                                                                          | 8,81                                                                          |                                                                               |
| 22                                                                            | 31,2                                                                          |                                                                               | Егорова Любовь Ивановна                                                       | Единая Россия                                                                 | Да                                                                            |                                                                               | 23 720                                                                        | 49,24                                                                         |                                                                               |
| 22                                                                            | 31,2                                                                          |                                                                               | Швец Павел Евгеньевич                                                         | Партия роста                                                                  |                                                                               | Умным голосованием                                                            | 9238                                                                          | 19,18                                                                         |                                                                               |
| 22                                                                            | 31,2                                                                          |                                                                               | Гудин Иван Сергеевич                                                          | КПРФ                                                                          |                                                                               |                                                                               | 6069                                                                          | 12,6                                                                          |                                                                               |
| 22                                                                            | 31,2                                                                          |                                                                               | Козлов Александр Сергеевич                                                    | Справедливая Россия                                                           |                                                                               |                                                                               | 3350                                                                          | 6,95                                                                          |                                                                               |
| 22                                                                            | 31,2                                                                          |                                                                               | Сысоев Виктор Игоревич                                                        | ЛДПР                                                                          |                                                                               |                                                                               | 2084                                                                          | 4,33                                                                          |                                                                               |
| 23                                                                            | 36,98                                                                         |                                                                               | Авдеев Юрий Васильевич                                                        | Единая Россия                                                                 | Да                                                                            |                                                                               | 26 192                                                                        | 40,18                                                                         |                                                                               |
| 23                                                                            | 36,98                                                                         |                                                                               | Бакулин Владислав Юрьевич                                                     | Партия роста                                                                  |                                                                               | Умным голосованием                                                            | 10 879                                                                        | 16,69                                                                         |                                                                               |
| 23                                                                            | 36,98                                                                         |                                                                               | Сазонцев Евгений Павлович                                                     | КПРФ                                                                          |                                                                               |                                                                               | 8673                                                                          | 13,3                                                                          |                                                                               |
| 23                                                                            | 36,98                                                                         |                                                                               | Горячева Ксения Александровна                                                 | Новые люди                                                                    |                                                                               |                                                                               | 5436                                                                          | 8,34                                                                          |                                                                               |
| 23                                                                            | 36,98                                                                         |                                                                               | Романовский Денис Николаевич                                                  | Справедливая Россия                                                           |                                                                               |                                                                               | 4554                                                                          | 6,99                                                                          |                                                                               |
| 24                                                                            | 40,91                                                                         |                                                                               | Павлов Дмитрий Геннадьевич                                                    | Новые люди                                                                    |                                                                               |                                                                               | 16 189                                                                        | 25,18                                                                         |                                                                               |
| 24                                                                            | 40,91                                                                         |                                                                               | Бочков Юрий Павлович                                                          | Единая Россия                                                                 | Да                                                                            |                                                                               | 13 665                                                                        | 21,25                                                                         |                                                                               |
| 24                                                                            | 40,91                                                                         |                                                                               | Дулеба Валерий Владимирович                                                   | КПРФ                                                                          |                                                                               |                                                                               | 11 803                                                                        | 18,35                                                                         |                                                                               |
| 24                                                                            | 40,91                                                                         |                                                                               | Косов Константин Александрович                                                | Справедливая Россия                                                           |                                                                               | Умным голосованием                                                            | 11 199                                                                        | 17,42                                                                         |                                                                               |
| 24                                                                            | 40,91                                                                         |                                                                               | Рутковская Елена Валерьевна                                                   | ЛДПР                                                                          |                                                                               |                                                                               | 3799                                                                          | 5,91                                                                          |                                                                               |
| 25                                                                            | 34,61                                                                         |                                                                               | Киселева Елена Юрьевна                                                        | Единая Россия                                                                 | Да                                                                            |                                                                               | 25 526                                                                        | 52,67                                                                         |                                                                               |
| 25                                                                            | 34,61                                                                         |                                                                               | Михайлов Егор Владимирович                                                    | КПРФ                                                                          |                                                                               | Умным голосованием                                                            | 10 488                                                                        | 21,64                                                                         |                                                                               |
| 25                                                                            | 34,61                                                                         |                                                                               | Петрунин Анатолий Сергеевич                                                   | Справедливая Россия                                                           |                                                                               |                                                                               | 3971                                                                          | 8,19                                                                          |                                                                               |
| 25                                                                            | 34,61                                                                         |                                                                               | Незабудкин Андрей Севирови                                                    | ЛДПР                                                                          |                                                                               |                                                                               | 2620                                                                          | 5,41                                                                          |                                                                               |
| 25                                                                            | 34,61                                                                         |                                                                               | Осипов Дмитрий Олегович                                                       | Яблоко                                                                        |                                                                               |                                                                               | 2241                                                                          | 4,62                                                                          |                                                                               |

## Нарушения на выборах
Санкт-Петербургская городская избирательная комиссия по состоянию на 12.40 17 сентября не видит серьёзных нарушений в первый день голосования. Глава ГИК Наталья Чечина сообщила, что информации о принуждении бюджетников голосовать в первый день из трех и отчитываться об этом, в ГИК не поступало.
На 18 сентября Аппарат уполномоченного по правам человека в Петербурге получил 269 сообщений о нарушениях на выборах, которые требуют проверки со стороны ЦИК и правоохранителей. При этом, Петербургский ГИК получил небольшое количество жалоб на проходящее голосование, при этом отметив, что в основном приходят «фейки» и преувеличения. Петербургское отделение партии «Справедливая Россия» собирается рассмотреть вопрос о признании итогов нынешних выборов недействительными на тех участках, где партийные наблюдатели фиксируют нарушения. Из-за скандалов партия намерена обратиться с требованием отправить в отставку главу Красносельского района Олега Фадеенко. 19 сентября представители «Справедливой России» заявили, что его члены зафиксировали более 300 нарушений на выборах в Госдуму и Заксобрание и направили их в Центризбирком и Горизбирком.
20 сентября на встрече с руководителями петербургских отделений парламентских партий омбудсмен города Александр Шишлов высказался о том, что нарушения и фальсификации носили тотальный, беспрецедентный характер. За три дня голосования и последующие сутки на горячую линию общественной организации «Наблюдатели Петербурга» поступило 1470 сообщений от наблюдателей и членов комиссии. Глава Санкт-Петербургской избирательной комиссии Наталья Чечина на пресс-конференции 22 сентября рассказала, что за три дня выборов избирком получил 881 обращение по подготовке и проведению выборов. По итогам жалоб ГИК отменил результаты выборов только на семи участках.
Глава Центризбиркома Элла Памфилова раскритиковала проведение выборов в петербургский парламент. Памфилова заявила, что многое на выборах происходило при попустительстве правоохранительных органов. Она и её коллеги обратятся в Следственный комитет и прокуратуру, чтобы на примере материалов по округу Вишневского была дана оценка выборам.
По результатам выборов, партии отправили в суды Петербурга больше двух сотен исков.

### «Карусели»
17 сентября, на избирательном участке № 2235 в центре Петербурга, появилась группа подозрительных молодых людей, которые ранее были замечены на соседнем УИК 2242. Позже на участок явился депутат Борис Вишневский, который попросил дежурившего полицейского проверить документов у молодых людей. Получив отказ Борис Лазаревич отправился в 76-й отдел полиции, чтобы написать заявление. По данным представителей КПРФ — «после проверки документов на очередном УИК они [молодые люди] внезапно передумали голосовать». ГИК прокомментировал заявления о нарушении на выборах: глава ГИК Наталья Чечина в интервью «Эхо Москвы в Петербурге» на вопрос о «спортивных юношах» на участках ответила: «То, что у нас жители Санкт-Петербурга занимаются спортом, красивые, подтянутые и здоровые, — это замечательно. Я полагаю, что это в основном молодежь, поскольку они строят свою жизнь и свою судьбу». Позднее Чечина сообщила, что данная ситуация связана с курсантами, которые перепутали здание для голосования, и сначала пришли не на свой участок. Ситуация была выяснена и урегулирована, повторного голосования не было. Замглавы МО «Гавань» Сергей Кузин сообщил, что на избирательном участке № 114 встретил двух мужчин, которые ранее приходили голосовать на УИК № 134. Около 14:00 18 сентября на территории УИК № 152 были задержаны трое предполагаемых «карусельщиков», двоим из них удалось получить избирательный бюллетень. Депутат МО «Литейный округ» Сергей Трошин попросили сотрудников полиции проверить данные подозрительных молодых человек и оказалось, что регистрации в этом округе у них нет. Сергей отметил, что у лже-избирателей в паспорте была наклейка «Погосян» (прежняя фамилия кандидатки в депутаты по избирательному округу № 4 от ЛДПР Ольги Семёновой) по которой, предположительно, член комиссии мог определить «своих» избирателей.

### Вбросы
Петербургские полицейские задержали женщину, которая пыталась пронести на избирательный участок № 2188 в Центральном районе пачку фальшивых бюллетеней. Перед задержанием женщина безуспешно попыталась скрыться. Как сообщает дежурящий на участке корреспондент телеканала «Дождь», председатель УИКа на его глазах ранее выходил с этой женщиной на улицу и о чём-то переговаривался внутри автомобиля. В Горизбиркоме объяснили ситуацию с бюллетенями в сумке тем, что «члены комиссии за день голосования не успели всё сделать и решили вынести бюллетени и доделали это на месте работы, потому что им так было удобнее». В урне на избирательном участке № 1809 наблюдатели заметили стопку бюллетеней, похожих на вброшенные. Председатель комиссии отказалась комментировать ситуацию, так как ей неприятен автор фотографии со стопкой бюллетеней. На избирательном участке № 1615 задержали молодого человека с восемью бюллетенями — вдвое больше, чем он по закону мог опустить в урну как избиратель. По свидетельствам наблюдателей, он получил четыре бюллетеня, зашел в кабинку для голосования, а оттуда вышел уже с восемью листами. Молодой человек сознался и был задержан полицией. Сотрудники полиции задержали мужчину, который пришёл на избирательный участок № 1806 со своими бюллетенями. Среди них были бланки за дочь спикера Заксобрания Вячеслава Макарова Марину Лыбаневу и депутата от партии «Яблоко» Бориса Вишневского. По оценки члена комиссии Даниила Кена, в стопке было от 10 до 15 бюллетеней.
Камеру на УИК № 1379 закрыли неопознанным предметом после чего, неизвестная женщина подошла к сейфу и провела там некие действия. Элла Памфилова призвала ГИК принять меры к главе ТИК 27, который не узрел ничего необычного в закрытой картонкой камере на УИК 1379. Партия «Справедливая Россия» сообщила, что 18 сентября после завершения голосования на избирательном участке № 757 три неизвестные девушки передвинули сейф, в котором должны храниться бюллетени. Его поставили так, что он пропал из-под угла обзора камеры видеонаблюдения. 19 сентября ТИК № 42 приняла решение о признании недействительными бюллетеней за 17 и 18 сентября на участках № 757, 758, 771.
После закрытия УИК № 1459 в её помещении не могут найти неиспользованные бюллетени, сообщил участник выборов от партии «Яблоко» Никита Сорокин. Он также отметил, что председатель УИК Елена Давыдова и другие члены избиркома уже разъехались по домам. Дело в том, что при закрытии участка начали убирать бюллетени и книги со списками избирателей в сейф, но лишние бланки, которые оказались невостребованными, внезапно исчезли. С помощью сотрудников полиции члены комиссии открыли сейф, где увидели только нераспечатанные пачки с бюллетенями, при этом заместитель председателя ответила, что не знает где бюллетени и знать не хочет. Пропало около 300 бюллетеней. Около полуночи сотрудники полиции, с применением грубой силы вывели Никиту Сорокина с участка. В результате инцидента Никита оказался в травмпункте. Полиция составила на Сорокина административный протокол о неповиновении сотруднику правоохранительных органов (19.3 КоАП). В ГИКе оценили инцидент с избиением кандидата в депутаты Сорокина как «попытку вызвать хайп».
Ночью с 18 на 19 сентября в СМИ стала появляться информация о движении на закрытых избирательных участках. Ночную активность в закрытых на ключ избиркомах наблюдатели и кандидаты обнаружили с помощью видеонаблюдения. В два часа ночи на УИК № 2220 пришли поработать с бумагами председатель и секретарь. Ночью на видео выходящих с участка № 88 сотрудников УИК опубликовала в соцсетях активистка Ксения Лаврова. По её словам, ночью в администрации Адмиралтейского района, где расположены территориальные избирательные комиссии, сидели крепкие мужчины, не имеющие никакого отношения к избиркому. В Калининском районе на УИК № 474 представители «Справедливой России» заметили движение на камерах и пришли проверить, что происходит. На месте они увидели сотрудника избирательной комиссии, открытый сейф и разложенные перед ним бюллетени. Представитель УИК пояснил пришедшим кандидатам, что он вспомнил об ошибке и решил ночью её исправить. Как сообщили «Фонтанке» в партии «Справедливая Россия», трансляции с участков № 1058, 1059, 1060, 1093 неоднократно прерывались, а в УИК № 1104, 1182, 1199, 1201, 1214 камеры повернуты так, что сейфов с бюллетенями не видно. В несколько избирательных комиссий в итоге кандидаты приехали сами и застали там сотрудников избиркомов. В УИК № 1088 председателя увидели выходящей через чёрный вход школы № 290 в 00:30, партийцам она сообщила, что просто забыла телефон на работе. Утром 19 сентября пришедшие на место наблюдатели обнаружили, что сейф-пакеты с бюллетенями находятся не в сейфах, а в посторонней комнате. Справедливоросс Надежда Тихонова обратилась с жалобой на участковую избирательную комиссию № 1088 в ТИК № 46 с требованием аннулировать результаты выборов на данном участке. Председателя УИК № 758 кандидаты тоже застали, также они заметили новые пломбы на сейфах. Кроме того, ночью на камерах партийцы увидели, как четыре сейфа из разных УИК в школе № 392 перетащили в место, где видеонаблюдение отсутствует. На УИК № 809 на видео оказались посторонние, приехавшие наблюдатели зафиксировали, что сейф был вскрыт, а пломбы на нём переклеены.
В 16 часов 19 сентября, в УИКе № 1185 закончились бюллетени для голосования за кандидатов в депутаты в Госдуму, а для выборов в ЗакС осталось не более 10-15 штук. Был вызван Следственный комитет, так как бесследно исчезли более 400 бюллетеней. Далее оказалось, что книги избирателей подшиты неправильно — все четыре обложки списков голосования за кандидатов в Госдуму подшиты к спискам, в шапке которых значится выдача бюллетеней для голосования за кандидатов в ЗакС, и наоборот. По книгам, явка на выборах в Госдуму на участке составила 222 человека, на выборах в ЗакС — 221, тем самым исчезли порядка 400 комплектов бюллетеней от 700 бюллетеней каждого вида выданным для голосования. Ближе к закрытию участка, вскрыли сейф-пакет, в нём обнаружилось около 200 бюллетеней по каждому из 4 списков голосования, всего — порядка 800. Бюллетени внутри пакета лежали аккуратными стопками по цветам. При разборе выяснилось, что «партийная» часть — целиком в пользу «Единой России», а по одномандатным округам 100 % человек проголосовали за Михаила Барышникова в ЗакС и за Александра Тетердинко в Госдуму (оба кандидата идут от «Единой России»). По подсчетам наблюдателей от КПРФ и «Яблока», в сейфе должен был оставаться один сейф-пакет, а их оказалось два. На одном пакете обнаружилось четыре подписи, а на втором только три. Однако сама член комиссии с правом решающего голоса признала свою подпись только на первом пакете. Из-за подозрения на подделку подписи на сейф-пакете была вызвана полиция. При этом вместо того, чтобы приступить к подсчету бюллетеней, председатель УИК Валерия Лебедева оделась и бросилась к выходу и покинула участок.
УИК № 28 в Петербурге аннулировала 528 бюллетеней для голосования по одномандатным округам на выборах в Заксобрание и Госдуму. Их использовали для волеизъявления пациенты находящейся на территории участка Максимилиановской больницы. Как сообщает проект «Наблюдатели Петербурга», на голосование в лечебнице записалось 264 человека. 17 сентября комиссия направилась туда с бюллетенями и урнами. Ни одного независимого члена комиссии в больницу не пустили. Когда комиссия вернулась, оказалось, что все 264 человека проголосовали по всем четырём типам бюллетеней, но Пациенты не имели права делать это по одномандатным округам, поскольку не проживают на территории больницы.

### Надомное голосование
В Горизбирком стали поступать жалобы на неестественно высокое число заявок на надомное голосование на ряде избирательных участков Петербурга. Так по данным «справедливороссов», на ряде избирательных участков Василеостровского района зарегистрировано чуть менее 300 заявок. По данным "Справедливой России это «количество превышает обычные значения в ходе предшествующих избирательных кампаний» и считают, что есть «основания для фальсификации результатов голосования вне избирательных участков». В Красносельском районе зарегистрировано 60 тысяч заявок, позже в Горизбиркоме опровергли это. В Выборгском районе, дома пожелали голосовать до 300 человек. ГИК не видит аномалии в количестве «надомников» и не усматривает угрозы в ведомственном откреплении сотрудников к одному участку. Члены «Справедливой России» обратились с жалобами в ЦИК и Горизбирком на недопуск своего члена комиссий с правом совещательного голоса до присутствия при надомном голосовании в Выборгском районе.
19 сентября кандидат в депутаты Госдумы от «Яблока» Кирилл Страхов пожаловался в ЦИК и Горизбирком на надомное голосование на УИК № 908, согласно актам комиссии, 18 сентября было проведено три надомных голосования, продлившиеся несколько минут. Так, в 13:25 того дня члены УИК вышли на надомное голосование, в ту же минуту вернулись и, согласно документам, якобы обошли пять избирателей. Также они вернулись с семью бюллетенями, выйдя в 14:05 и вернувшись в 14:10 и с семнадцатью — «проведя» на надомном голосовании минуту с 17:04 до 17:05. Аналогичная ситуация развернулась в УИК № 1185, но в конечном итоге, 19 сентября комиссия признала недействительными бюллетени с надомного голосования с этого УИКа.

### Прочее
Елена Драпеко заявила о нарушениях, замеченных на избирательном участке № 461. По её данным, книги списков избирателей не оформлены должным образом: они не прошиты, не заверены печатью и не имеют подписи председателя УИК. Она также обнаружила, что при надомном голосовании в Красногвардейском районе избирателям предлагают использовать ручки со стирающимися чернилами. 17 числа Партия «Справедливая Россия» пожаловалась в городскую избирательную комиссию на то, что её представителей не пускают на избирательные участки в разных районах города. Членам УИК с правом совещательного голоса объявили, что им нужно предоставить копию паспорта, усомнились в подписи кандидата, а также заявили, что в их документах не написано, на какие выборы члены комиссии делегированы. К полудню, представителей «Справедливой России» пустили на все избирательные участки, куда они хотели попасть. На участке № 2252 в списках избирателей значатся граждане, проживающие в квартирах, которых не существует. Речь идет об одном из домов в Орловском переулке. Члена ТИК № 18 Сергея Владимирова задержали сотрудники полиции якобы за то, что он незаконно проник на территорию участковой комиссии № 1658. Он хотел проверить, есть ли посторонние на участке после закрытия, передает корреспондент ЗАКС.Ру.
На член комиссии УИК № 803 в Кировском районе Георгий Хорошев сразу после завершения голосования открыл сейф, достал из него сейф-пакеты и разорвал их, а председатель Михаил Федоров сломал ящик для голосования и вытряхнул из него все бюллетени. Приехавшие полицейские задержали председателя и члена комиссии. По данному эпизоду председателя УИК № 803 Михаила Федорова и члена комиссии Георгия Хорошева обвиняют в совершении преступления, характерного для ст. 141 УК (воспрепятствование работе избирательной комиссии). Горизбиркомом было принято решение отменить результаты выборов на этом участке.
Среди лиц, фактически работавших на УИК № 177 в Васильевском районе в качестве членов УИК, шесть граждан (половина от всех членов УИК с правом решающего голоса) представлялись чужими именами и не имели права принимать участие в организации выборов на участке.

## Оценка результатов
21 сентября журналисты издания «Фонтанка.ру» изучили результаты трёхдневного голосования и нашли закономерности: чем больше на участках для голосования КОИБов, тем чаще комиссии используют переносные урны для надомного голосования. Чем выше явка, тем больше голосуют за «партию власти», а массовая поддержка кандидата не всегда равна симпатии к его партии. Независимые наблюдатели на участке для голосования срабатывают надежнее КОИБов.